# Hans Georg Nägeli
Hans Georg Nägeli (26 de maig de 1773 – 26 de desembre de 1836) va ser un compositor i editor de música.
Nägeli va néixer a Wetzikon, Suïssa. Va estudiar amb el seu pare quan era nen, i després va obrir una botiga de música i, alhora, una empresa d'edició privada en la dècada de 1790. En 1803 va començar a publicar el Repertoire des Clavecinistes, que va incloure les primeres edicions de peces per a teclat de compositors com Muzio Clementi, Johann Baptist Cramer i Ludwig van Beethoven. Va fundar dues societats de cant (Sängervereine) a Zúric, a més d'escriure profusament sobre la teoria i l'estètica de la música, així com els tractats d'introducció de la música per a estudiants. Va morir a Zuric el 1836.
Gran part de la producció compositiva de Nägeli consta d'obres per a teclat i cançons. El seu Gold'ne Abendsonne va ser adaptada per a diversos fins. Actualment, és més conegut per l'himne (i salm) de la sintonia de Dennis.